# The Lord of the Rings: The Return of the King
The Lord of the Rings: The Return of the King (Brasil: O Senhor dos Anéis: O Retorno do Rei / Portugal: O Senhor dos Anéis: O Regresso do Rei) é um aclamado filme baseado nos livros da série O Senhor dos Anéis, escrito por J. R. R. Tolkien. Conclui a trilogia junto com os filmes The Fellowship of the Ring (2001) e The Two Towers (2002). Uma das maiores bilheteiras da história, foi vencedor de 11 Oscars, incluindo Melhor Filme, Melhor Diretor (Peter Jackson) e Melhor Roteiro Adaptado.

## Enredo
Frodo e Sam aproximam-se ainda mais de Mordor com a finalidade de destruir the One Ring. Gandalf, Aragorn, Legolas e Gimli acompanhados do rei de Rohan e sua comitiva, chegam em Isengard onde encontram-se com Merry e Pippin e partem levando o Palantír. À noite, no palácio de Meduseld, Pippin o pega e a usa, revelando sua mente a Sauron. Gandalf parte com o hobbit para Minas Tirith, onde não consegue convencer o regente Denethor a acender os Faróis e pedir socorro aos aliados.
Frodo atravessa o Vale Morgul, de onde avistam a partida dos exércitos de Sauron para a guerra. Pippin, seguindo o plano de Gandalf, acende o farol de Amon Dîn. O pedido de socorro chega a Edoras, de onde o rei Théoden parte com seus homens para a concentração de tropas que haverá no Templo da Colina. Arwen tem uma visão de seu futuro filho, Eldarion, com Aragorn e decide retornar a Valfenda, convencendo seu pai a reforjar a espada antiga de Isildur, Narsil, e entregá-la a Aragorn.
Os exércitos de Mordor invadem e conquistam Osgiliath. Gandalf resgata Faramir durante a retirada e este revela sobre seu surpreendente encontro com Frodo e Sam. Denethor exige que Faramir retome Osgiliath dos inimigos, este parte para realizar a vontade do pai, mas é gravemente ferido. Gollum faz Frodo romper com Sam e dispensá-lo.
No Templo da Colina, Aragorn recebe a visita de Elrond que lhe entrega a espada reforjada (agora com o nome Andúril) e lhe alerta sobre os inimigos que sobem pelo rio e levarão a derrota de Minas Tirith, a menos que Aragorn convença o Exército dos Mortos a lutar por ele. Aragorn, Legolas e Gimli partem para a Senda dos Mortos. Logo depois, os Cavaleiros de Rohan partem para Gondor. Merry e Éowyn, disfarçados, também seguem as tropas à guerra.
Minas Tirith é cercada e assaltada pelos exércitos de Mordor. Denethor, enlouquecido, faz uma pira para cremar a si e seu filho, mas é impedido por Gandalf. Gollum leva Frodo para a toca de Laracna, Frodo tenta fugir, mas o aracnídeo o encontra e o pica. Frodo desmaia e acaba sendo capturado por orcs de Cirith Ungol. Sam retorna e após derrotar Laracna em combate, parte para resgatar Frodo.
Os Cavaleiros de Rohan chegam ao campo de batalha. Éowyn e Merry derrotam o Rei-bruxo de Angmar. Aragorn desembarca no porto com o Exército dos Mortos. Sam resgata Frodo da torre e ambos prosseguem a jornada até à Montanha da Perdição.
Aragorn, Gandalf e Éomer, acompanhados de Legolas, Gimli, Merry e Pippin, marcham com os exércitos de Gondor e Rohan até o Portão Negro. Frodo e Sam, confrontam-se mais uma vez com Gollum, ao chegarem à Montanha da Perdição. Os exércitos aliados são cercados pelas forças de Sauron.
O Um Anel é destruído. Frodo e Sam são resgatados pelas Águias, e despertam em Minas Tirith. Aragorn é coroado rei de Gondor e desposa Arwen. Os hobbits retornam a sua terra. Tempos depois, Frodo se dirige aos Portos Cinzentos e junto de Bilbo, Gandalf, Elrond, Galadriel, Celeborn e Círdan parte da Terra-média para sempre.

## Bilheteria
O filme final da trilogia abriu com US$ 72 milhões, superando As Duas Torres, que no ano anterior registrou 62 milhões, no entanto ele foi a terceira maior abertura na América do Norte, em 2003, atrás de The Matrix Reloaded (91 milhões) e X2: X-Men United (85 milhões). Arrecadando  US$ 377,845,905 milhões de dólares na bilheteria nos EUA e Canadá, e US$ 768,185,007 milhões nos outros países, e mundialmente US$1,146,030,912 bilhão de dólares, O Retorno do Rei saiu de cartaz sendo o filme de maior bilheteria de 2003,além de ter sido, durante 8 anos o filme de maior bilheteria baseado em um livro, até o lançamento de Harry Potter e as Relíquias da Morte - Parte 2 em 2011, que arrecadou mais de 1,3 bilhão.
Tornou-se a segunda maior bilheteria da história na época, atrás apenas de Titanic (2,195 bilhões de dólares). Foi o único filme da trilogia a atingir a marca do 1 bilhão de dólares, e o segundo a atingir essa marca na história do cinema.

## Crítica
O Retorno do Rei detém uma classificação de 93% no Rotten Tomatoes, com base em 261 avaliações, com uma pontuação média de 8,7. O principal consenso do site diz "Visualmente deslumbrante e emocionalmente poderoso, O Senhor dos Anéis: O Retorno do Rei é uma conclusão emocionante e satisfatória para uma grande trilogia". O filme possui uma pontuação de 94 em 100 no Metacritic, com base em 41 comentários, indicando "aclamação universal".

## Elenco
- Elijah Wood .... Frodo Baggins
- Sean Astin .... Samwise Gamgee
- Ian McKellen .... Gandalf
- Viggo Mortensen .... Aragorn
- Orlando Bloom .... Legolas
- Billy Boyd .... Peregrin Tûk
- Dominic Monaghan .... Meriadoc Brandybuck
- John Rhys-Davies .... Gimli e Barbárvore (voz)
- Andy Serkis .... Gollum/Sméagol e Rei Bruxo de Angmar (voz e movimentos)
- Bernard Hill .... Théoden
- Miranda Otto .... Éowyn
- David Wenham .... Faramir
- Sean Bean .... Boromir
- Karl Urban .... Éomer
- Hugo Weaving .... Elrond
- Liv Tyler .... Arwen
- Cate Blanchett .... Galadriel
- Ian Holm .... Bilbo Baggins
- John Noble .... Denethor
- Marton Csokas .... Celeborn
- Craig Parker .... Guritz

Aparecem apenas na versão estendida
- Christopher Lee .... Saruman
- Brad Dourif .... Gríma Língua de Cobra
- Bruce Spence .... Boca de Sauron

## Principais prêmios
Oscar 2004 (EUA)
11 vitórias de 11 indicações
| Categoria               | Resultado | Recebido                                                           |
| ----------------------- | --------- | ------------------------------------------------------------------ |
| Melhor Filme            | Venceu    | Peter Jackson, Barrie M. Osborne e Fran Walsh                      |
| Melhor Diretor          | Venceu    | Peter Jackson                                                      |
| Melhor Roteiro Adaptado | Venceu    | Peter Jackson, Fran Walsh e Philippa Boyens                        |
| Melhor Efeitos Visuais  | Venceu    | Jim Rygiel, Randall William Cook, Alex Funke e Joe Letteri         |
| Melhor Direção de Arte  | Venceu    | Grant Major, Dan Hennah e Alan Lee                                 |
| Melhor Edição           | Venceu    | Jamie Selkirk                                                      |
| Melhor Figurino         | Venceu    | Ngila Dickson e Richard Taylor                                     |
| Melhor Maquiagem        | Venceu    | Richard Taylor e Peter King                                        |
| Melhor Mixagem de Som   | Venceu    | Christopher Boyes, Michael Semanick, Michael Hedges e Hammond Peek |
| Melhor Trilha Sonora    | Venceu    | Howard Shore                                                       |
| Melhor Canção Original  | Venceu    | Fran Walsh, Howard Shore e Annie Lennox por Into the West          |

Ao todo dos 3 filmes, foram 162 vitórias de 224 indicações em festivais e premiações pelo mundo todo.
BAFTA 2004 (Reino Unido)
5 vitórias de 12 indicações
| Categoria               | Resultado | Recebido/Indicado                                                  |
| ----------------------- | --------- | ------------------------------------------------------------------ |
| Melhor Filme            | Venceu    | Peter Jackson, Barrie M. Osborne e Fran Walsh                      |
| Melhor Diretor          | Indicado  | Peter Jackson                                                      |
| Melhor Roteiro Adaptado | Venceu    | Peter Jackson, Fran Walsh e Philippa Boyens                        |
| Melhor Ator Coadjuvante | Indicado  | Ian McKellen                                                       |
| Melhor Efeitos Visuais  | Venceu    | Jim Rygiel, Randall William Cook, Alex Funke e Joe Letteri         |
| Melhor Direção de Arte  | Indicado  | Grant Major, Dan Hennah e Alan Lee                                 |
| Melhor Edição           | Indicado  | Jamie Selkirk                                                      |
| Melhor Figurino         | Indicado  | Ngila Dickson e Richard Taylor                                     |
| Melhor Maquiagem        | Indicado  | Richard Taylor e Peter King                                        |
| Melhor Som              | Indicado  | Christopher Boyes, Michael Semanick, Michael Hedges e Hammond Peek |
| Melhor Trilha Sonora    | Indicado  | Howard Shore                                                       |
| Melhor Fotografia       | Venceu    | Andrew Lesnie                                                      |
| Melhor Audiência        | Venceu    | (Prêmio Especial)                                                  |

 Globo de Ouro 2004 (EUA)
4 vitórias de 4 indicações
| Categoria              | Resultado | Recebido                                                  |
| ---------------------- | --------- | --------------------------------------------------------- |
| Melhor Filme           | Venceu    | Peter Jackson, Barrie M. Osborne e Fran Walsh             |
| Melhor Diretor         | Venceu    | Peter Jackson                                             |
| Melhor Trilha Sonora   | Venceu    | Howard Shore                                              |
| Melhor Canção Original | Venceu    | Fran Walsh, Howard Shore e Annie Lennox por Into the West |

Grammy 2005 (EUA)
2 vitórias de 2 indicações
| Categoria                                   | Resultado | Recebido                                                  |
| ------------------------------------------- | --------- | --------------------------------------------------------- |
| Melhor Álbum de Trilha Sonora para um Filme | Venceu    | Howard Shore                                              |
| Melhor Música Escrita para um Filme         | Venceu    | Fran Walsh, Howard Shore e Annie Lennox por Into the West |

MTV Movie Awards 2004 (EUA)
| Categoria                | Resultado | Recebido                                      |
| ------------------------ | --------- | --------------------------------------------- |
| Melhor Filme             | Venceu    | Peter Jackson, Barrie M. Osborne e Fran Walsh |
| Melhor Sequência de Ação | Venceu    | Pela Batalha em Gondor                        |

## Outros prêmios
- Prêmio de Melhor Direção pelo Sindicato dos Diretores da América
- Prêmio de Melhor Elenco pelo Sindicato de Atores
- Prêmio de Excelência em Design de Produção pelo Sindicato dos Diretores de Arte
- Prêmio do de Melhor Edição - Drama pelo Sindicato dos Editores
- 4 Prêmios pela Sociedade de Efeitos Visuais
- Prêmio de Melhor Roteiro Adaptado pelo Sindicato de Roteiristas da América
- Prêmio de Excelência em Figurino para filmes de fantasia pelo Sindicato de Figurinistas
- Prêmio de Melhor Maquiagem de Personagens e de Melhor Maquiaguem em Efeitos Especiais pelo Sindicato de Maquiadores e Estilistas de Hollywood
- Prêmio de Melhor Filme, Melhor Diretor e Melhor Trilha Sonora pelo Círculo de Críticos de Chicago
- Prêmio de Melhor Filme pelo Círculo de Críticos de Nova York